# Bautista Lugarini
Bautista Lugarini (Buenos Aires, 31 gennaio 2001) è un cestista argentino con cittadinanza italiana.

## Carriera

### Nazionale
Con l'Argentina under 19 ha partecipato al Mondiale di categoria del 2019.
Nel 2023 ha vinto la medaglia d'oro ai XIX Giochi panamericani.